# 구글 페이
구글 페이(Google Pay, 과거 명칭: 안드로이드 페이, Android Pay)는 구글이 개발한 전자지갑 플랫폼의 하나로서, 모바일 기기에서 인앱 및 탭투페이(tap-to-pay) 구매를 지원하며 사용자들이안드로이드 전화, 태블릿, 워치로 지불할 수 있게 한다. 안드로이드 페이는 근거리 무선 통신(NFC)을 사용하여 소매업체에 송금을 용이케하는 카드 정보를 전송할 수 있다. 신용/직불 카드의 칩과 핀 또는 POS 터미널의 마그네틱 스트라이프 거래를 대체하며 사용자들이 이것들을 안드로이드 페이 지갑에서 업로드할 수 있게 한다. 이미 수많은 국가에서 사용되는, 2요소 인증이 추가된 비접촉식 지불 방식과 비슷하다. 이 서비스는 안드로이드 장치들이 근거리 무선 통신(NFC) 안테나, 호스트 기반 카드 에뮬레이션(HCE), 안드로이드의 보안 기능을 사용하여 무선으로 판매 시점 정보 관리 시스템과 통신할 수 있게 한다.

## 역사
- 2015년 Google I/O에서 2011년 출시한 구글 월렛의 협력관계를 기반으로 미국에서 안드로이드 페이를 공개하였다.
- 2015년 9월 11일 미국에서 안드로이드 페이 서비스를 시작하였다.
- 2016년 영국, 싱가포르, 호주, 홍콩, 폴란드, 뉴질랜드, 아일랜드, 일본에서 안드로이드 페이 서비스를 시작하였다.
- 2017년 벨기에, 러시아, 캐나다, 중화민국, 스페인, 우크라이나, 브라질, 체코에서 안드로이드 페이 서비스를 시작하였다.
- 2018년 1월 8일 안드로이드 페이와 구글 월렛이 통합하여 구글 페이로 명칭을 바꾸었다. 구글 월렛은 구글 페이의 송금 서비스인 구글 페이 샌드 로 이름이 바뀌었다.
- 2018년 슬로바키아, 독일, 크로아티아, 인도, 이탈리아, 덴마크, 핀란드, 노르웨이, 스웨덴, 아랍에미리트, 칠레, 프랑스에서 구글 페이 서비스를 시작하였다.

## 사용 가능한 국가
| 최초 서비스 개시일 | 국가                                                      |
| ------------------ | --------------------------------------------------------- |
| 2015년 9월 11일    | 미국                                                      |
| 2016년 5월 18일    | 영국                                                      |
| 2016년 6월 27일    | 싱가포르                                                  |
| 2016년 7월 13일    | 오스트레일리아                                            |
| 2016년 10월 20일   | 홍콩                                                      |
| 2016년 11월 17일   | 폴란드                                                    |
| 2016년 12월 1일    | 뉴질랜드                                                  |
| 2016년 12월 7일    | 아일랜드                                                  |
| 2016년 12월 13일   | 일본                                                      |
| 2017년 3월 7일     | 벨기에                                                    |
| 2017년 5월 23일    | 러시아(2022년 3월 1일부터 대 러시아 금융제재로 사용 중지) |
| 2017년 5월 31일    | 캐나다                                                    |
| 2017년 6월 1일     | 중화민국                                                  |
| 2017년 7월 26일    | 스페인                                                    |
| 2017년 11월 1일    | 우크라이나                                                |
| 2017년 11월 14일   | 브라질                                                    |
| 2017년 11월 14일   | 체코                                                      |
| 2018년 2월 28일    | 슬로바키아                                                |
| 2018년 6월 26일    | 독일                                                      |
| 2018년 7월 31일    | 크로아티아                                                |
| 2018년 8월 28일    | 인도                                                      |
| 2018년 9월 19일    | 이탈리아                                                  |
| 2018년 10월 30일   | 덴마크                                                    |
| 2018년 10월 30일   | 핀란드                                                    |
| 2018년 10월 30일   | 노르웨이                                                  |
| 2018년 10월 30일   | 스웨덴                                                    |
| 2018년 11월 14일   | 아랍에미리트                                              |
| 2018년 11월 27일   | 칠레                                                      |
| 2018년 12월 11일   | 프랑스                                                    |

구글 페이 사용 국가

노란색 표 배경의 국가는 안드로이드 페이로 출시했으나 지금은 구글 페이로 이름을 변경하여 서비스하고 있는 국가다.

## 같이 보기
- 삼성 페이
- 애플 페이
- LG 페이
- SSGPAY
- 페이코
- 페이나우
- 화웨이 페이
- 마이크로소프트 페이